# Medio Campidano megye
Medio Campidano megye Olaszország Szardínia régiójának egyik megyéje. Székhelye 
- Sanluri
- Villacidro

.

## Fekvése
Medio Campidano megye Oristano, Cagliari, Carbonia-Iglesias és Nuoro megyékkel határos.

## Községek(comuni)
- Arbus
- Barumini
- Collinas
- Furtei
- Genuri
- Gesturi
- Gonnosfanadiga
- Guspini
- Las Plassas
- Lunamatrona
- Pabillonis
- Pauli Arbarei
- Samassi
- San Gavino Monreale
- Sanluri
- Sardara
- Segariu
- Serramanna
- Serrenti
- Setzu
- Siddi
- Tuili
- Turri
- Ussaramanna
- Villacidro
- Villamar
- Villanovaforru
- Villanovafranca